# Брент Міке
Брент Міке (англ. Brent Meeke; нар. 20 липня 1950, Торонто, Британська Колумбія, Канада) — канадський хокеїст, нападник.

## Кар'єра
Брент почав кар'єру у клубі ОХЛ «Ніагара Флаєрс» у 1969 році, відіграв три сезони, це 142 матча та 60 очок (10 + 50). Сезон 1972/73 проводить у Західній хокейній лізі, де виступає за «Фінікс Роадруннерс». Через рік, дебютує у НХЛ, де він виступає за «Каліфорнія Голден-Сілс» (клуб обрав його у Драфті 1972 року). Ще два сезони відіграв за «Солт Лейк Голден Іглс». У сезоні 1976/77 Міке повертається в НХЛ до «Клівленд Баронс».
Пропустивши один сезон він поновив професіну кар'єру гравця вже у Європі (сезон 1978/79), уклавши контракт із клубом Бундесліги «Маннхаймер ЕРК». За три сезони, що Брент провів у клубі відіграв 101 матч, набрав 90 очок (24 + 66), а також став чемпіоном у 1980 році. Треба також зазначити, що у клубі він змінив ігрове амплуа з нападника на захисника. Завершив кар'єру хокеїста у 1981 році.